# Eerste Balkanoorlog

Situatie voor de Eerste Balkanoorlog

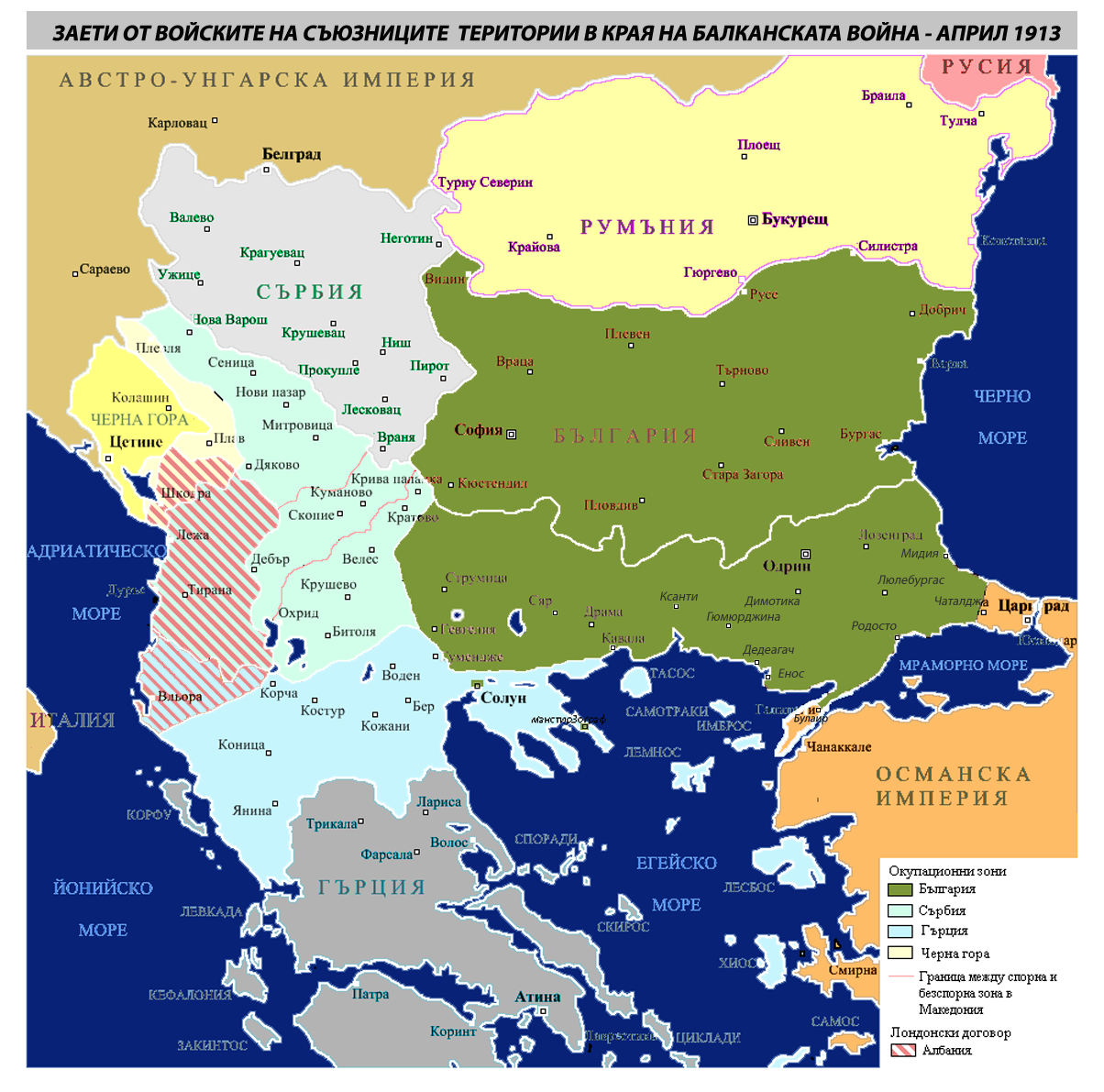
Situatie na de Eerste Balkanoorlog

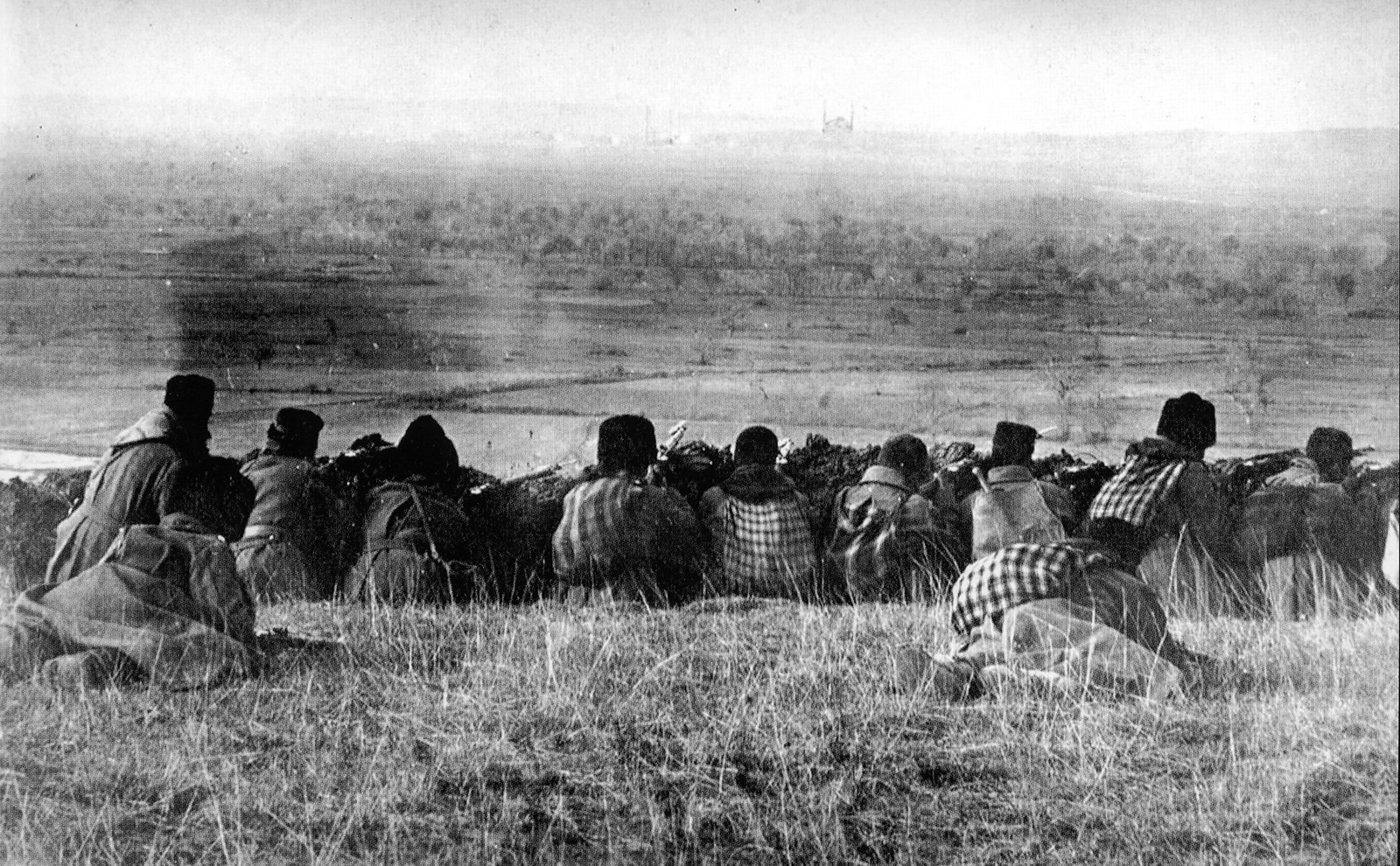
Bulgaarse belegering van Adrianopel

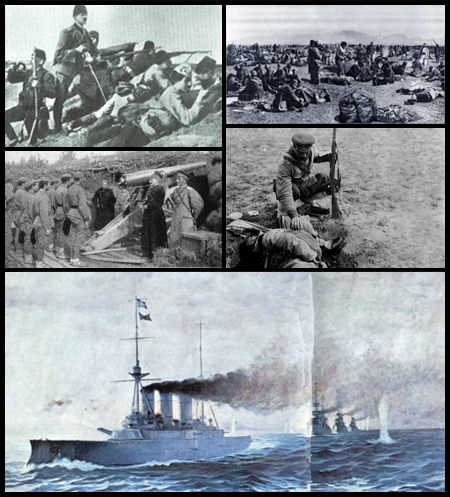
De eerste Balkanoorlog

De Eerste Balkanoorlog was een militair conflict op de Balkan in de jaren 1912-1913. 
In 1912 was het Ottomaanse Rijk door de revolutie van 1907-1908, een Albanese opstand, en door de Italiaans-Turkse Oorlog van 1912 ernstig verzwakt. Voor de Balkanstaten Servië, Griekenland, Montenegro en Bulgarije was dat een gelegenheid om de Balkan geheel te ontdoen van de resten van de Ottomaanse heerschappij.

## Balkanliga
Op 13 maart 1912 werd de alliantie tussen een aantal christelijke staten op de Balkan gevormd en zou de basis vormen voor de samenwerking van de leden in de Eerste Balkanoorlog. Deze leden waren Servië, Bulgarije, Griekenland en Montenegro.
Het initiatief voor het vormen van de Balkanliga lag bij Rusland. Dit land wilde door samenwerking tussen de Slavische landen op de Balkan te stimuleren de macht van Oostenrijk-Hongarije en het Ottomaanse Rijk inperken. Andere redenen tot samenwerking waren: de annexatie van Bosnië-Herzegovina door Oostenrijk-Hongarije en 1908 en de Albanese opstand van 1911. Deze laatste twee redenen waren vooral voor Servië van belang, doordat beide gebeurtenissen de expansiemogelijkheden van Servië inperkten.
Door Russische diplomatie was reeds een alliantie ontstaan, die Rusland eigenlijk als tegengewicht tegen Oostenrijk-Hongarije bedoeld had. De Balkanlanden hadden echter andere plannen, waar een geheime militaire clausule in het verdrag geen twijfel over liet bestaan. Concrete afspraken bestonden eigenlijk niet: het Ottomaanse gebied werd slechts ruwweg verdeeld, en vaak (zoals bij Thessaloniki) gold de regel: "wie het eerst komt, die het eerst maalt". Wel was er een bepaling dat de toewijzingen eerst aan tsaar Nicolaas II van Rusland ter arbitrage zouden worden voorgelegd. Op 8 oktober 1912 verklaarde Montenegro de oorlog aan het Ottomaanse Rijk. De partners op de Balkan volgden enige dagen later.
De basis van de Balkanliga ligt bij de alliantievorming tussen Servië en Bulgarije, die op 13 maart 1912 werd gerealiseerd. Bulgarije sloot vervolgens ook een alliantie met Griekenland, terwijl Servië Montenegro bij de alliantie betrok. Hiermee was de liga compleet. Alhoewel oorlog met Oostenrijk-Hongarije in eerste instantie werd overwogen, was de stabiliteit van het Ottomaanse Rijk in Europa dermate instabiel dat de landen van de liga oorlog met het Ottomaanse Rijk een betere optie vonden. Dit zou erin resulteren dat de landen van de Balkanliga allemaal tussen 8 en 17 oktober 1912 oorlog verklaarden op het Ottomaanse Rijk. Hiermee begon de Eerste Balkanoorlog.
Tijdens de Eerste Balkanoorlog streden de leden van de liga succesvol tegen het Ottomaanse rijk. Aan het einde van de oorlog in mei 1913 hadden de landen van de liga alle Europese bezittingen van het Ottomaanse Rijk veroverd, met als uitzonderingen Albanië en delen van Oost-Thracië waaronder Constantinopel. Het veroverde land werd onder de leden van de Liga verdeeld. Hierbij werd Macedonië verdeeld tussen Griekenland, Servië en Bulgarije. De veroverde gebieden van Thracië gingen naar Bulgarije, en de overige gebieden werden verdeeld tussen Servië en Montenegro.
De Serviërs rukten razendsnel op in Macedonië en wisten Kumanovo en Skopje te bezetten. Ze bezetten ook de Sandžak van Novi Pazar, waarmee ze contact maakten met de Montenegrijnen. De Bulgaren bezetten ook een deel van Macedonië en rukten op naar Thessaloniki en Constantinopel. De Grieken trachtten in Macedonië hun deel van de buit binnen te halen, en rukten ook op naar Thessaloniki. Bij Bitola in Macedonië werden ze echter als enige door de Ottomanen verslagen waardoor de geïrriteerde Serviërs de belegering van het stadje moesten overnemen. Ze behielden de stad voor zichzelf. De Grieken wisten echter wel de hoofdprijs binnen te halen: ze bezetten Thessaloniki net enkele uren voor de Bulgaarse Rila-divisie arriveerde. Aangezien degene die als eerste de stad bezette, deze mocht houden, was Thessaloniki voor de Grieken.
De Bulgaren rukten op tot 50 kilometer voor Constantinopel. Het kanonvuur was in de stad te horen, en de sultan Mehmet V ontvluchtte de stad. Tsaar Ferdinand zou echter de stad niet mogen bezetten: de Ottomanen hielden stand geholpen door een politiemacht uit het Verenigd Koninkrijk en Rusland.
In minder dan twee maanden tijd verloor het Ottomaanse Rijk bijna alle Europese bezittingen aan de Balkanlanden. Op 3 december 1912 tekenden Servië, Montenegro en Bulgarije een wapenstilstand met het Ottomaanse Rijk, maar Griekenland bleef de oorlog voortzetten. De vredesbepalingen werden door het Ottomaanse Rijk echter onacceptabel bevonden, en begin 1913 kwam het tot een staatsgreep. De gevechten laaiden daardoor weer op. Op 19 april werd er een nieuwe wapenstilstand overeengekomen.
Onder bemiddeling van de Europese grootmachten werd op 30 mei te Londen het vredesverdrag ondertekend. Het Ottomaanse Rijk zou zich grotendeels uit Europa terugtrekken.
Tijdens de Eerste Balkanoorlog had Albanië de zelfstandigheid uitgeroepen (op 28 november 1912, te Vlorë), maar de andere Balkanstaten waren niet van zins dat te erkennen en Griekenland, Servië en Montenegro maakten aanspraak op grote delen van het Albanese gebied.
Aan het einde van de Eerste Balkanoorlog waren de landen die aan de Balkanunie deelnamen niet tevreden over het vredesverdrag van Londen over de status van Macedonië kon men het niet eens worden. Dat resulteerde in de Tweede Balkanoorlog. De opdeling van dit gebied kreeg pas na de Tweede Balkanoorlog haar beslag.

## De belegering van Shkodër
De Montenegrijnen rukten op richting Albanië, daarbij stuitend op steeds heftiger Albanees-Turkse weerstand. Het doel van de aanval was Shkodër), een stad met een volledig Albanese bevolking. Dit zinde Italië en Oostenrijk-Hongarije niet, omdat ze zelf plannen hadden in het gebied. Koning Nikola van Montenegro belegerde Shkodër, zelfs terwijl Italië en Oostenrijk-Hongarije hem trachtten te dwingen zich terug te trekken. Hun argument was dat Montenegro in de Albanese stad niets te zoeken had, wat door de Montenegrijnen gepareerd werd met het tegenargument dat deze redenering blijkbaar niet in Tripoli en Bosnië had gegolden. Gesteund door Rusland hield Nikola de belegering vol tot de Turken zich overgaven. Italië en Oostenrijk dreigden met oorlog, Rusland en Servië steunden Montenegro, Duitsland verklaarde niet neutraal te zullen blijven. De Britse minister van Buitenlandse Zaken, Edward Grey, bemiddelde echter. Koning Nikola gaf de stad op en liet zich afkopen met een lening die hij gebruikte om zijn gedaalde populariteit in eigen land op te vijzelen. Door op goed geluk twee grootmachten uit te dagen had hij wel een enorm risico gelopen, want het krachtsverschil was enorm. Driekwart van de bevolking van Shkodër was verhongerd of in de strijd en plunderingen omgekomen. Bovendien had de hebzuchtige vorst bijna een Europese oorlog uitgelokt.

## Voetnoten
1. ↑  Indertijd in het Nederlands geschreven als Skoetari. Skoetari en de wapenstilstand, Rotterdamsch nieuwsblad, 13 december 1912